# 青山庙站
青山庙站是位于湖南慈利县蒋家坪乡的一个铁路车站，邮政编码427299。车站建于1978年，有焦柳铁路经过该站，现仅办理货运业务，不办理客运业务，隶属广铁集团，是五等站。